# Бодрова, Нонна Викторовна
Но́нна Ви́кторовна Бодро́ва (17 декабря 1928, Ленинград — 31 января 2009, Москва) — советская телеведущая.
Заслуженная артистка РСФСР (1972), лауреат Государственной премии СССР (1977).

## Биография
Родилась 17 декабря 1928 года в Ленинграде. Отец преподавал математику в вузе. Мать работала библиотекарем.
Окончила школу-студию МХАТ в 1956 году.
С 1958 года — диктор Центрального телевидения СССР, в 1968—1977 годах — первая ведущая информационной программы «Время» вместе с Игорем Кирилловым. Была ведущей различных программ, в том числе «Голубого огонька».
Нонна Бодрова запомнилась зрителям благодаря своей доверительной интонации ведения передач, великолепному русскому языку, высокой культуре ведения эфира.
Телеведущая, народная артистка РФ Ангелина Вовк говорила о Нонне Бодровой: «Она была всегда собрана, очень строга, редко улыбалась, но когда улыбалась, у неё была очень добрая улыбка».
В 2008 году, когда отмечался 40-летний юбилей программы «Время», Нонна Викторовна Бодрова неожиданно с палочкой вышла на сцену, чтобы пожелать всем счастья и долгой жизни.
Скончалась на 81-м году жизни 31 января 2009 года в 1-й Городской больнице Москвы от лёгочной тромбоэмболии.
Эдуард Сагалаев в интервью ИТАР-ТАСС заявил:

Нонна Бодрова — это целая эпоха отечественного телевидения, одна из первых советских дикторов, которых любил весь наш народ за доверительную интонацию ведения передачи, великолепный русский язык, высокую культуру ведения знаменитой программы «Время», которую смотрела вся страна.

4 февраля 2009 года в главном церемониальном зале Троекуровского кладбища состоялась гражданская панихида. Родственники, близкие и коллеги принесли цветы и говорили, что с уходом Бодровой закончилась целая эпоха отечественного телевидения. Сразу после гражданской панихиды прошло отпевание. Похоронена в этот же день на Троекуровском кладбище в Москве (14-й участок).

## Личная жизнь
Муж — Борис Сергеевич Бодров, участник Великой Отечественной войны, был тяжело ранен, получил инвалидность. После войны учился в ГИТИСе. Работал журналистом, написал пьесу «Шинели 41-го».
Сын — Борис Борисович Бодров.